# Xian de Yutian (Hebei)
Pour les articles homonymes, voir Yutian.
Le xian de Yutian (玉田县 ; pinyin : Yùtián Xiàn) est un district administratif de la province du Hebei en Chine. Il est placé sous la juridiction de la ville-préfecture de Tangshan.

## Démographie
La population du district était de 642 581 habitants en 1999.